# دينا متزغر
دينا متزغر (بالإنجليزية: Deena Metzger)‏ (17 سبتمبر 1936، بروكلين في الولايات المتحدة)؛ شاعرة، كاتِبة وروائية أمريكية.